# Cavalcade
Cavalcade és una pel·lícula de 1933 dirigida per Frank Lloyd i escrita per Reginald Berkeley basant-se en l'obra de teatre homònima de Noel Coward. En la pel·lícula es repassa la vida de la societat anglesa des del dia de Cap d'Any de 1899 fins a 1933. Tot des del punt de vista d'una parella de londinenques, Jane i Robert Marryot (interpretats per Diana Wynyard i Clive Brook). La crònica inclou la Segona Guerra Boer, la mort de la Reina Victoria, l'enfonsament del Titanic i la Primera Guerra Mundial.
La pel·lícula va guanyar tres Premis Oscar en l'edició de 1933: millor pel·lícula, millor director (Frank Lloyd) i millor direcció artística (William S. Darling).

## Argument
La història de Gran Bretanya durant el primer terç del segle XX és reflectida a través de les desventures d'una família que pateix tota classe de penúries i calamitats. Un drama èpic, basat en l'obra del famós dramaturg Noël Coward.

## Repartiment
- Diana Wynyard com a Jane Marryot
- Clive Brook com a Robert Marryot
- Una O'Connor com a Ellen Bridges

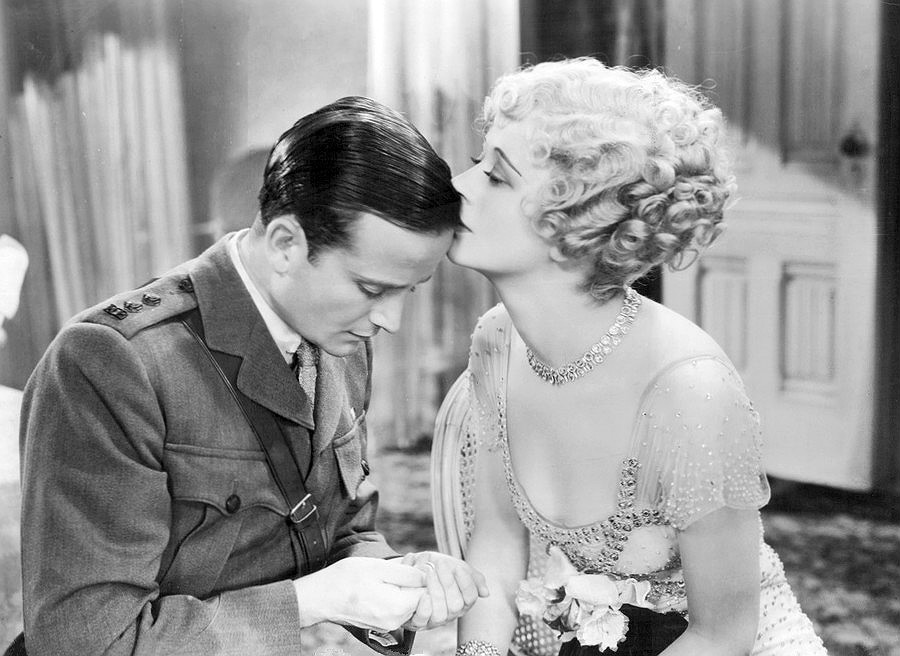
Els actors Ursula Jeans i Frank Lawton en una escena de la pel·lícula.

- Herbert Mundin com a Alfred Bridges
- Beryl Mercer com a Cook
- Irene Browne com a Margaret Harris
- Tempe Pigott com a Mrs. Snapper
- Merle Tottenham com a Annie
- Frank Lawton com a Joe Marryot
- Ursula Jeans com a Fanny Bridges
- Margaret Lindsay com a Edith Harris
- John Warburton com a Edward Marryot
- Billy Bevan com a George Grainger
- Ronnie James com a Desmond Roberts
- Dick Henderson, Jr. com a Master Edward
- Douglas Scott com a Master Joey
- Sheila MacGill com a la jove Edith
- Bonita Granville com a la jove Fanny

## Recepció
La pel·lícula va ser la segona pel·lícula més popular als Estats Units el 1933. Va guanyar més d'un milió de dòlars en el Regne Unit. Va acabar obtenint un benefici de 2,500,000 lliures esterlines durant la seva estrena teatral inicial.
Mordaunt Hall del New York Times va qualificar la pel·lícula com "la més impactant i impressionant" i va afegir: "En totes les seves escenes hi ha una atenció meticulosa en els detalls, no només en la configuració ... sinó també en la selecció dels intèrprets ... Es desplega amb tan bon gust i amb una moderació tan marcada que molts ulls s'ennuvolaran després de presenciar aquesta producció ".
Actualment, la pel·lícula té un índex d'aprovació del 58 % en el lloc web sobre ressenyes de pel·lícules Rotten Tomatoes basat en 24 ressenyes, amb una mitjana ponderada de 6.34 / 10. El consens del lloc diu: "Encara que la interpretació és sòlida i és agradable de veure, Cavalcade manca de cohesió i sacrifica la veritable emoció per la sensibleria".

## Premis i nominacions
Cavalcade va guanyar l'Oscar a la millor pel·lícula, Frank Lloyd va guanyar l'Oscar al millor director i el de la millor direcció artística, per a William S. Darling. L'actriu Diana Wynyard va ser nominada per a l'Oscar a la millor actriu però va perdre davant Katharine Hepburn, que va fer Morning Glory.
La pel·lícula va ser la primera a ser produïda per Fox Film Corporation que va guanyar l'Oscar a la millor pel·lícula, i l'única abans de fusionar-se amb 20th Century Pictures el 1935 per formar la 20th Century Fox.
.
El primer llançament en vídeo casolà de Cavalcade va ser en VHS d'EE. UU., el 1993.